# Steyskaliella iliensis
Steyskaliella iliensis är en tvåvingeart som beskrevs av Valery Korneyev 2001. Steyskaliella iliensis ingår i släktet Steyskaliella och familjen bredmunsflugor.
Artens utbredningsområde är Kazakstan. Inga underarter finns listade i Catalogue of Life.